# Arte Johnson
Arte Johnson (született Arthur Stanton Eric Johnson) (Chicago, 1929. január 20. – Los Angeles, 2019. július 3.) Primetime Emmy-díjas amerikai színész.

## Fontosabb filmjei
- Miracle in the Rain (1956)
- A földalattiak (The Subterraneans) (1960)
- Bewitched (1965, tv-sorozat, egy epizódban)
- The Third Day (1965)
- That Funny Feeling (1965)
- Az elnök agyturkásza (The President's Analyst) (1967)
- P.J. (1968)
- Jeannie, a háziszellem (I Dream of Jeannie) (1969, tv-sorozat, egy epizódban)
- Night Gallery (1971, tv-sorozat, egy epizódban)
- The Partridge Family (1972–1973, tv-sorozat, két epizódban)
- Charge of the Model T's (1977)
- Once Upon a Brothers Grimm (1977, tv-film)
- Fantasy Island (1978–1981, tv-sorozat, négy epizódban)
- Szerelem első harapásra (Love At First Bite) (1979)
- Hazárd megye lordjai (The Dukes of Hazzard) (1979, tv-sorozat, egy epizódban)
- Condominium (1980, tv-sorozat, két epizódban)
- The Love Tapes (1980, tv-film)
- Making of a Male Model (1983, tv-film)
- Ágyúgolyófutam 2. (Cannonball Run II) (1984)
- A szupercsapat (The A-Team) (1986, tv-sorozat, egy epizódban)
- Evil Spirits (1990)
- Gonoszkák (Evil Toons) (1992)
- Munchie (1992)
- Az igazság ligája: Határok nélkül (Justice League Unlimited) (2005, tv-sorozat, hang, egy epizódban)